# 国語辞典
国語辞典（こくごじてん）は、その国の言語（国語）を対象とした一言語辞典。漢字文化圏の日本、中華民国（中華人民共和国成立前の中国およびそれ以降の台湾）、大韓民国にはこの名の辞典が見られる。日本では通常日本語のものを指し、単語・連語・句などを規則的に（主に五十音順に従って）排列し、説明した書物をいう。見出しに立てた言葉の仮名遣いやアクセント、漢字表記、品詞、使用分野、意味、用法、さらには類義語、対義語、用例、文献上の初出例などの情報が示される。国語辞書・日本語辞典・日本語辞書ともいう。
現在は、約50万語を収める最大規模の『日本国語大辞典』（小学館）をはじめ、中型辞典（10万語 - 20万語規模）や、小型辞典（6万語 - 10万語規模）が編纂され、特色を競っている。電子辞書やウェブ辞書、モバイルアプリケーションによる辞書も利用されている。これらデジタル版の内容は大多数が書籍版に基づいており、書籍版のように全体を一目で見渡せる一覧性には乏しいものの、コンピュータによる多様な検索を可能とし、携帯性に優れるなどの利点がある。

## 構成
国語辞典に限ったことではないが、辞書は「誰が、どのような時に、どのような目的で使用するか」によって性格が異なる。例えば使用者の職業や年齢、日本語が母語か否かなどによって要請は様々であり、図書館で調べるときや、学校や家庭で学習するときなど、使用する場面も多様である。
以下においては一般的な国語辞典の条件について述べることにする。

### 見出し
一般的に国語辞典の見出しは「こくご【国語】」「ディクショナリー【dictionary】」のように「仮名見出し【表記欄】」の形で書かれる。それぞれの詳細は以下の通り。
仮名見出し
- 活字はアンチック体やゴシック体といった太めのものが用いられる。
- 仮名遣いは「現代仮名遣い」が用いられる。敗戦前は歴史的仮名遣いが用いられたが、「表音式」と呼ばれる表記法を採用したものが現れ、1946年の現代かなづかい実施後も多く見られた。表音式による仮名見出しは、発音が同じ語でも書き分ける場合が多い歴史的仮名遣いの難しさに対処する方式であり、仮名遣いを調べるための手段でもあったが、統一されたものではない。現代かなづかい以前の1943年に刊行された『明解国語辞典』初版では、長音を表すのに「あ」「い」「う」「え」「お」を用い（例・てえ-こお【抵抗】テイカウ）、「ぢ」「づ」は「じ」「づ」に統一した。『広辞苑』第4版が仮名見出しを全面的に現代仮名遣いとしたことで、以降新たに刊行された主要な辞典から表音式見出しは姿を消した。『新明解国語辞典』は2020年の第8版でも「てい こう【抵抗】」「こんにちは」などの見出しに「表音式表記」としてカタカナ小字を添える。
- 和語や漢語には平仮名を用いる（例・ごい【語彙】）。和語を平仮名、漢語を片仮名にするものもある（『新潮国語辞典』『新潮現代国語辞典』）。外来語には片仮名を用い、外来語の長音には長音符「ー」を用いる（例・ボキャブラリー【vocabulary】）。活用のある語は原則として終止形を見出し語とする。
- ハイフンや中黒といった約物（記号）で語構成や語幹・活用語尾の区切りを示すものが多い。

表記欄
すみ付き括弧（【 】）または角括弧（［ ］）でくくるものが多い。現代の辞書に使用される漢字は常用漢字または人名用漢字による字体整理に従い、新字体を基本とする。送り仮名は「送り仮名の付け方」を基準として、「許容」により増減が認められる仮名を丸括弧でくくって示すことがある（例・浮（か）ぶ〈本則は「浮かぶ」〉、行（な）う〈本則は「行う」〉）。多くの国語辞典では、漢字が常用漢字表にある字種（表内字）かそうでない字種（表外字）か、表内字の読みが常用漢字表に採用されたもの（表内音訓）かそうでない（表外音訓）か、熟字訓である場合に常用漢字表の付表に示されているかどうかを約物で示す。教育漢字または常用漢字に含まれる漢字の場合、書体を変えて教科書体で示すものもある。
外来語の原語・原綴
表記欄に外来語の原語・原綴を掲げる国語辞典もある。その場合、英語以外の語については言語名が注記されることも多い。現代中国語などの場合には、そのまま原語の漢字表記を置くこともある。ラテン文字・漢字以外で表記される語は、通例ラテン文字に翻字されたものが原語として示される。なお原語から著しく乖離している場合や和製語の場合には別の括弧で注記することが多い。
歴史的仮名遣い
歴史的仮名遣いは利用者の目的の範囲内で記載される。歴史的仮名遣いが仮名見出しと異なる場合、「仮名見出しと表記欄の間に示すもの」と「表記欄の後に示すもの」とがあり、多くは割注で示す。漢語の字音仮名遣いを示すものと示さないものとがある。表音式見出しを採用した辞典では、歴史的仮名遣いと同様に現代かなづかいもこうした方法で示した。

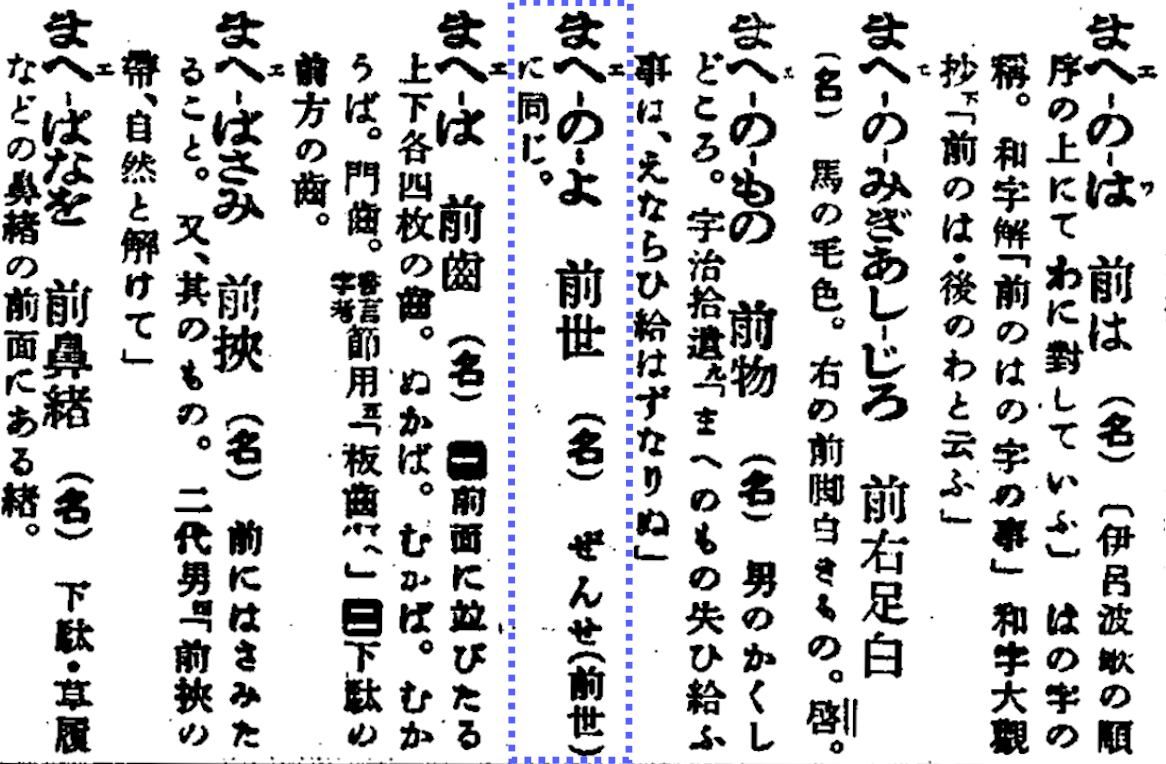
空見出しの例（大日本国語辞典）

語義がほぼ同じである場合は、見出しの表記が少々異なる語も一つの項にまとめられる。語義が異なる場合には別項とする（例・じてん【字典】、じてん【辞典】、じてん【事典】）。この処理は辞典や語によって異なることがある。『岩波国語辞典』は「じてん①【辞典】……②【字典】……③【事典】……」と「じてん」の項目の語義区分で分ける処理をする。『日本国語大辞典』の「だい-じてん【大辞典・大字典】」の項目は両表記をまとめ、一般名詞、栄田猛猪による漢和辞典『大字典』、平凡社の国語辞典『大辞典』を併せて扱う。なお、具体的な説明ではなく「○○に同じ」や「○○を見よ」といった文言で他の項目へ誘導する見出しは「空見出し」と呼ばれる。

### 排列
近現代の多くの国語辞典は、項目を五十音順に排列する。明治より前の字引の類いはいろは順であり、近代にもいろは順のものがあるほか、ローマ字排列のものもある。個々の辞典によって細部は異なるが、基本的なルールはだいたい同じである。
- 清音、濁音、半濁音については、そのまま清音、濁音、半濁音の順となる（例・はり【玻璃】、ばり【罵詈】、パリ【Paris】）。
- 直音、促音、拗音については国語辞典により異なる。
  - 直音、促音・拗音の順とするもの（例・めつき【目付き】、めっき【鍍金】の順）[注 3]。
  - 促音・拗音、直音の順とするもの（例・めっき【鍍金】、めつき【目付き】の順）[注 4]。
- 長音についても国語辞典により異なる。
  - 直上のカタカナの母音に相当する音が続いているものとみて扱うもの（例・アート【art】を「アアト」の位置に配置）[注 4]。
  - 長音符を見出し語の配列には関係ないものとして扱うもの（例・アート【art】を「アト」の位置に配置）[注 3]。
- 複合語についても国語辞典により異なる。
  - 親項目に続けて配置するもの（例・「こくごきょういく【国語教育】」や「こくごしんぎかい【国語審議会】」を「こくご【国語】」の子項目としてその中に配置）。
  - 完全に独立項目とするもの（例・「こくごきょういく【国語教育】」や「こくごしんぎかい【国語審議会】」を「こくご【国語】」とは別項目として配置）。
- 同音の場合の配列についても国語辞典により異なる。

## 歴史

### 近代以前
『日本書紀』によれば、日本人が手掛けた最初の辞書は682年（天武天皇11年）に完成した『新字』といわれる。その内容は伝わっていないため真偽は不明であるが、現存する木簡に字書らしき記載が確認できることから、少なくとも天武朝において辞書編纂が行われた可能性はある。
日本で作られた現存最古の辞書は、空海の編纂になる『篆隷万象名義』（承和2年・835年以前成立）である。これは漢字に簡潔な漢文注を付しており、高山寺に唯一の古写本が伝わっている。和語（和訓）が載ったものとしては、『新撰字鏡』（寛平4年 - 昌泰3年・892年 - 900年）、『和名類聚抄』（承平4年・934年）、『類聚名義抄』（11世紀末 - 12世紀頃）、『色葉字類抄』といった辞書が編まれた。ただし、これらは厳密には漢籍を読むための漢和辞典もしくは漢字・漢語を知るための “和漢辞典” であると考えるべきで、現在の国語辞典の概念からは遠い。
15世紀になると、日常で接する単語をいろは順に並べた書物「節用集」が広まった。漢字熟語を多数掲出して、それに読み仮名をつけただけのもので、もとより意味などの記述はないが、日常の文章を書くためには十分であった。「節用集」の写本は多く現存し、文明本（文明6年・1474年頃成立）、黒本本、饅頭屋本、前田本、易林本などが知られる。「節用集」は江戸時代にますます広く利用され、明治以降も継続して刊行されたが、次第に役割を近代国語辞典に譲った。
近世には、貝原好古が1688年に中国の『爾雅』に倣った『和爾雅』を出版した。18世紀には石川雅望『雅言集覧』、太田全斎『俚言集覧』、谷川士清『和訓栞』といった辞書が出た。『雅言集覧』は和歌や擬古文の作成において規範となる「雅語」を集めたもので、いわば古語辞典であるが、用例の出典および流布本の丁数を記しているので、古語研究に欠かすことのできないものとなっている。『俚言集覧』は当時の俗語に焦点を当てたもので、今日の国語辞典の概念により近く、語をアカサタナ順に並べ、たまに出典や説明を付している。『和訓栞』は、見出し語の下に語釈・用例をかなり細かく示している。

### 『言海』から第二次世界大戦まで
文部省編輯寮では『語彙』という辞書の編集が進められた。ところが、1871年に「あ」の部が成立した後、1884年に「え」の部まで出たところで頓挫した。こうした『語彙』の失敗に鑑みて、文部省の命により大槻文彦のほぼ独力によって編集が進められた。
こうした経緯により生まれたのが『言海』である。大槻は『ウェブスター辞典』の簡易版を参照しながら、辞書編纂の理念と方法として「発音」「語別」「語源」「語釈」「出典」の5種を絶対条件とした。約3万9000語が収録されている。
『言海』は成稿の後、資金不足のため、しばらく文部省内に保管されたままだったが、やがて1889年から1891年に私費で刊行された。その最中、幼い娘、そして妻を相次いで病気で亡くしている。当初は全4冊であったが、後に吉川弘文館などから1冊本として刊行されるようになり、その後も印刷を重ね、1949年に第1000刷を迎えた。

#### 『言海』以降の主な辞書
日本大辞書
日本大辞書発行所（1892年 - 1893年）山田美妙、中型
- 口語体。アクセントのついた最初の辞書。

日本大辞林
宮内省（1894年）物集高見
- 国学を修める学生のための辞書として『ことばのはやし』を増補したもの。

帝国大辞典
三省堂（1896年）藤井乙男・草野清民
- 上記の『日本大辞書』の版権を買い取って改編したもので、見やすい紙面構成が好評を博した。

日本新辞林
三省堂（1897年）林甕臣・棚橋一郎
- 小型化された最初の普通語辞書。

ことばの泉
大倉書店（1898年 - 1899年）落合直文
- 初刊は和装5冊。1899年洋装1冊。収録語は約13万語で、古語・俗語・方言のほか固有名詞といった百科的なものに及び、出典・語源を挙げる。落合没後1908年に嗣子・落合直幸らが『大増訂日本大辞典ことばのいづみ補遺』1冊を刊行。

辞林
三省堂（1907年）金沢庄三郎
- 同時代の言葉を多く取り入れたことが特徴。1911年に改訂。『広辞林』『小辞林』『辞海』『明解国語辞典』など、後に三省堂が刊行する現代語辞典の祖に当たる。

大日本国語辞典
冨山房・金港堂（1915年 - 1919年）松井簡治・上田万年。
- 約20万語の本格的な辞書。『世界大百科事典』の該当項目は「規模が大きく編纂方針も整備され、のちの国語辞書の一つの範となった」と評し、『日本辞書辞典』は「最初の、近代的大型国語辞典」とする。松井はこの辞典のために、後に静嘉堂文庫に収蔵されることになる多数の資料を集め、語釈の筆を執るに当たって「一日三十三語」という目標を立てて実行したという。のちの『日本国語大辞典』につながる存在。初版は全4巻。1928年 - 1929年修正版全4巻。1939年 - 1941年修訂版全5巻。1952年修訂新装版全1巻。

言泉
大倉書店（1921年 - 1929年）落合直文（著）、芳賀矢一改修
- 『ことばの泉』を芳賀矢一が増補改訂したもの。復刻版に『日本大辞典 言泉』全6巻（日本図書センター、1981年）がある。

広辞林
三省堂（1925年、1983年第6版）金沢庄三郎
- 『辞林』を引き継いで現代語の収録にさらに注力して「中型国語辞典の典型」という評価を得て広く利用された。1934年の新訂版は敗戦後の1950年代まで版を重ねた当時の代表的な存在。1958年の新版、1973年の第5版と改訂が続き、1983年の第6版が最終版。第5版・第6版の版次は『辞林』を初版としたもの。

小辞林
三省堂（1928年）金沢庄三郎
- 『広辞林』の小型版。古典に関するものを削除して「新時代の用語ならびに外来語」を大幅に増補した。非常に普及し、1956年ごろまで版を重ねた。1957年『新小辞林』に引き継がれる。

大言海
冨山房（1932年 - 1935年）大槻文彦
- 『言海』の増補改訂版。語源の記述が独特で、用例が豊富になっている。大槻没後に協力者・近親者らにより刊行に至る。敗戦前の大規模な国語辞典として『大日本国語辞典』と並び称される。

辞苑
博文館（1935年）新村出
- 実用的中型国語辞典。先行の『大日本国語辞典』『広辞林』『言泉』を引き写していると指摘されている。『広辞苑』は『辞苑』の改訂作業から発展したもの。

大辞典
平凡社（1934年 - 1936年）石川貞吉ほか
- 約72万項目と収録語数が最大の国語辞典。全26巻。1974年縮刷版2巻、拡大鏡付き。『大日本国語辞典』『大言海』と併せて三大国語辞典と呼ばれる。収録語には固有名詞や方言などのほか、漢詩の一説なども含むが、きわめて短期間の編集作業であったので、杜撰な語釈が散見される。

### 『明解国語辞典』以降
明解国語辞典
三省堂（1943年〔初版〕、1952年改訂版）金田一京助〔編・監修〕、小型
- 『小辞林』を基に現代語を中心に編纂。現代の小型国語辞典の嚆矢。改訂版は表記欄の見出し漢字に当用漢字表・音訓表の表内字＝表内音訓・表外字・表外音訓の印を付け、後発の辞書がそれにならった。『三省堂国語辞典』と『新明解国語辞典』は、本書を基礎として編纂されたものである。また、1997年に初版の復刻版が刊行された。

言林
全国書房（1949年）新村出
- 敗戦後の新しい社会に対応すべく編纂されたもの。1961年に小学館から新版。

ローマ字で引く国語新辞典
研究社（1952年）福原麟太郎・山岸徳平、小型
- 一語一語に英訳を付記。2010年復刻版。

辞海
三省堂（1952年）金田一京助
- 編者の「純粋の国語辞典を作りたい」という意図のもとに編纂された。研究者、国語教師などから高く評価されたが、実際の販売は好調とは言えず、改訂されることなく品切れとなった。1974年新装。

広辞苑
岩波書店（1955年〔第1版〕、2018年第7版）新村出、中型
- 敗戦と国語改革を経た後、初めて出版された百科兼用の中型国語辞典。広く支持され、「代表的な国語辞典」と見なされるなどベストセラーとなり、改版の際に増補された語彙は「社会的に認知された言葉という位置づけを得た」と解釈されてマスコミに取り上げられる。第3版で国語辞書としていち早くCD-ROM版が開発された。以降、さまざまな形態のデジタル版がある。

例解国語辞典
中教出版（1956年）時枝誠記、小型
- 語釈・用例について評価が高い。ほぼすべての項目に用例（作例）を付した。時枝文法による。送り仮名の付け方（1973年）を付録とする増訂版がある。1977年まで版を重ねた。

角川国語辞典
角川書店（1956年〔初版〕、1969年新版）
新選国語辞典
小学館（1959年〔初版〕、2022年第10版）金田一京助・佐伯梅友・大石初太郎・野村雅昭、小型
- 収録した語の数とその内訳を詳しく示す。巻末の「漢字解説」は熟語を構成する漢字の意味を知るのに役立つ。小型としては語数が多く、現代語の動詞には古語の形が示されている。

新言海
日本書院（1959年）大槻文彦〔著〕大槻茂雄〔補〕、小型
- 『言海』の現代版として編まれた辞典。尺貫法にメートル法を併記するなどの工夫を凝らしている。

三省堂国語辞典
三省堂（1960年〔初版〕、2022年第8版）見坊豪紀・市川孝・飛田良文・山崎誠・飯間浩明・塩田雄大、小型
- 見坊は、この辞書の編纂のために生涯に約140万語に及ぶ現代語の採集カードを作った。語釈は平易な言葉を使い簡潔。第7版にはプロ野球3球団仕様がある。第8版では仮名見出しにアクセントを加えるなど全面改訂を行った。第7版以降にはモバイルアプリケーションがある。

旺文社国語辞典
旺文社（1960年〔初版〕、2023年第12版）山口明穂・和田利政・池田和臣ほか、小型
- 日常生活に必要な語をはじめ、科学技術・情報・医学などの最新語、和歌（百人一首・現代短歌）・現代俳句や、人名・地名・作品名などの固有名詞、故事ことわざ・慣用句を豊富に収録。常用漢字・人名用漢字はすべて見出しとして収載。

岩波国語辞典
岩波書店（1963年〔第1版〕、2019年第8版）西尾実・岩淵悦太郎・水谷静夫・柏野和佳子・星野和子・丸山直子、小型
- スマートな語釈に定評がある。単漢字を造語成分とみて「漢字母」項目として立項する。第7版以降にモバイルアプリケーションがある。Googleで第7版新版の語釈が表示されることがある。

新潮国語辞典
新潮社（1965年〔初版〕、1995年第2版）山田俊雄・築島裕・小林芳規・白藤禮幸、小型
- 現代語、古語をあわせ収める。字音語に対する仮名見出しを片仮名にする。多くの語に用例と出典を詳細に示す。

新明解国語辞典
三省堂（1972年〔初版〕、2020年第8版）山田忠雄・倉持保男・上野善道・山田明雄・井島正博・笹原宏之、小型
- 主幹・山田の個性を反映した独特の語釈で人気があり、「読む国語辞典」としての評価が高い。ある動詞がどのような助詞を取るかなどについての情報も詳しい。

日本国語大辞典
小学館（1972年 - 1976年〔第1版〕、2000年 - 2002年第2版）、大型
- 日本で最大規模の国語辞典。松井栄一が中心となり、ほとんど学界総がかりで編集に当たる。第1版は全20巻、後に縮刷版全10巻で語数は約45万語。第2版は全13巻で語数は約50万語になり、有料オンライン辞書・事典検索サイトジャパンナレッジのコンテンツの一つとなっている。現存するあらゆる日本語の文献を視野に用例を取り、最古例・主要例を示す。特に網羅的に示した「語源説」と共に、「語誌」において成立から意味用法の変遷、類語との関係、文化的意味の記述を行ったことは、第2版を特徴づけるものである。

角川国語中辞典
角川書店（1973年）時枝誠記・吉田精一、中型
- 現代語を先に記述する方式を採った最初の辞書。見出し語数は約15万語。1982年に見出し語数5000語程度の増加をもって『角川国語大辞典』を出版する。

学研国語大辞典
学習研究社（1978年〔初版〕、1988年第2版）金田一春彦・池田弥三郎
- 中辞典ながら百科項目を排し、国語辞典に徹する。用例は近現代の実例が多く、編集に際してコンピュータを利用している。

新潮現代国語辞典
新潮社（1985年〔初版〕、2000年第2版）山田俊雄・築島裕・白藤禮幸・奥田勲、小型
- 漢語に強い。字音語に対する仮名見出しを片仮名にする。近現代の文学作品から用例を多く採り、実例を示す。

現代国語例解辞典
小学館（1985年〔第1版〕、2016年第5版）林巨樹〔監修〕、小型
- 『日本国語大辞典』の成果を踏まえて編まれた小型国語辞典。類語の違いを他の言葉との組み合わせによる適否で示す類語対比表、可能な表記より一般的な表記を重視することに特徴がある。

国語大辞典 言泉
小学館（1986年）林大〔監修〕、中型
- 『日本国語大辞典』をベースとしていることが特徴。他の『言泉』との関連はない。

大辞林
三省堂（1988年〔初版〕、2019年第4版）松村明、中型
- 『広辞林』の改訂では『広辞苑』に対抗できないと認識した三省堂が、倒産をはさんだ28年間をかけて編纂した。語釈を「現代広く使われているものから順に記す」など、現代語主義を採る。インターネット上で第2版、第3版が提供された。第3版・第4版にはモバイルアプリケーションがある。

日本語大辞典
講談社（1989年〔初版〕、1995年第2版）梅棹忠夫・金田一春彦〔監修〕、中型
- 国語辞典と百科事典の特徴を併せ持つ。同辞典の冒頭の「序」によると、国際化が進む中での日本語の現状を、情報処理の能率も鑑みながら、日本語の歴史的な背景も視野に入れ、将来を含めて考察するための材料を提供することを目的とする。

集英社国語辞典
集英社（1993年〔初版〕、2012年第3版）森岡健二・徳川宗賢・川端善明・中村明・星野晃一、中型に近い小型
- 語数は約9万4000語。この規模の辞書では初めて横組み版も発売された（第2版まで）。文法項目の用例に分かりやすい唱歌などを用いている。一般語にNHKのアクセントを示す。

辞林21
三省堂（1993年）松村明・佐和隆光・養老孟司〔監修〕、中型
- 横組み。語数は約15万語。百科事典、カタカナ語辞典、人名事典、地名辞典、アルファベット略語辞典、ワープロ漢字字典としての機能を併せもつ。1998年の『新辞林』は本書の改題改訂版に当たる。

角川必携国語辞典
角川書店（1995年）大野晋・田中章夫、小型
- 間違いやすい言葉の使い分けを丁寧な解説によるコラムで紹介する。文法などの国語関連の項目を載せ、百科事典のような項目を幅広く採用している。漢字に詳しく、書き順も示すほか、古語や類義語も充実している。

大辞泉
小学館（1995年〔初版〕、2012年第2版）松村明〔監修〕、中型
- 現代語を重視し、新聞や放送、インターネットからも広く語彙を集める。第2版は横組みで刊行された。ジャパンナレッジ、コトバンクといったウェブサイトやモバイルアプリケーションを通じて提供される『デジタル大辞泉』はかつては年3回、2022年3月時点では年2回の更新を継続し、新語・時事用語などを収録する。固有名詞の収録に特色がある。

三省堂現代新国語辞典
三省堂（1998年〔初版〕、2024年第7版）小野正弘〔編集主幹〕・市川孝ほか、小型
- 『三省堂現代国語辞典』（1988年初版）の改題改訂。高校教科書密着型を謳い、評論文のキーワードなどを重視する。第6版では「ググる」「スクショ」などの俗語や「沼」「ギガ」などの新用法を収録し「バズる」（これも新たに立項）。

明鏡国語辞典
大修館書店（2002年〔初版〕、2020年第3版）北原保雄、小型
- 文法項目に力を注ぐ。言葉の「誤用」への言及が多い。第2版以降にモバイルアプリケーションがある。

小学館日本語新辞典
小学館（2005年）松井栄一、小型
- 類語の使い分けが詳しい。意味などがよく問題になる語について、コラムで詳述する。顔文字のような記号によって、日常語にこもる感情がプラス（称賛）かマイナス（非難）かを示す。

精選版 日本国語大辞典
小学館（2005年 - 2006年）、大型
- 『日本国語大辞典』第2版の「エッセンスを凝縮し精選」した30万項目全3巻の縮約版であると同時に、約1500語・用例約5000例の増補が施されている。モバイルアプリケーションで提供されるほかコトバンクで引くこともできる。

## 小学国語辞典
「小学生が初めて使う辞書」として各社から出版されており、2色刷り、フルカラー、イラスト入り、すべてのページに五十音を表示するなどの工夫がなされている。
| 辞書名                         | 出版         | 刊行年・版     | 判型       | 収録語数 | ルビ     | 別冊付録、他                                  |
| ------------------------------ | ------------ | -------------- | ---------- | -------- | -------- | --------------------------------------------- |
| くもんの学習 小学国語辞典      | くもん出版   | 2011年・第4版  | A5判       | 25,000語 | 総ルビ   | まんが辞典に強くなる本                        |
| 小学国語辞典                   | 文英堂       | 2011年・第5版  | A5判、B6判 | 30,000語 | 総ルビ   | 辞書引き練習帳                                |
| 小学国語新辞典                 | 旺文社       | 2010年・第4版  | B6判       | 31,000語 | パラルビ | 国語辞典の使い方                              |
| 新レインボー はじめて国語辞典  | 学研プラス   | 2016年・初版   | A5判       | 16,000語 | 総ルビ   | 金田一 秀穂 (監修)                            |
| 新レインボー小学国語辞典       | 学研プラス   | 2015年・第5版  | A5判、B6判 | 37,200語 | 総ルビ   | まんがでわかる 国語辞典のつかい方             |
| 例解小学国語辞典               | 三省堂       | 2015年・第6版  | B6判       | 35,500語 | 総ルビ   | 「百人一首」B2ポスター                        |
| チャレンジ小学国語辞典カラー版 | ベネッセ     | 2017年・初版   | A5判、B6判 | 35,100語 | 総ルビ   | カラー版学年別漢字ポスター                    |
| チャレンジ小学国語辞典         | ベネッセ     | 2014年・第6版  | A5判、B6判 | 35,100語 | 総ルビ   | カラー版学年別漢字ポスター・ 百人一首ポスター |
| ドラえもん はじめての国語辞典  | 小学館       | 2018年・第2版  | A5判       | 18,000語 | 総ルビ   | 4歳から                                       |
| 例解学習国語辞典               | 小学館       | 2014年・第10版 | A5判、B6判 | 36,500語 | 総ルビ   | 学年別漢字表ポスター                          |
| 小学新国語辞典                 | 光村教育図書 | 2010年・改訂版 | B6判       | 33,000語 | 総ルビ   | 学年別学習漢字表、補足資料                    |

## 主題として扱った作品

### 書籍
- 舟を編む

三浦しをんの小説。国語辞典の編集者を主人公とする。実写映画化・アニメ化・漫画化されている。
- 新解さんの謎

赤瀬川原平の著書。『新明解国語辞典』に「新解さん」という人格を見いだしその謎に迫る。
- 水素製造法

かんべむさしの小説。国語辞典を主な小道具とする。
- アヒルと鴨のコインロッカー

伊坂幸太郎の小説。広辞苑を盗むエピソードがある。

### 番組
- ケンボー先生と山田先生〜辞書に人生を捧げた二人の男〜

NHKのテレビ番組。見坊豪紀と山田忠雄の辞書編纂に捧げた人生と二人の関係を描くドキュメンタリー。番組を制作したディレクターの佐々木健一により『辞書になった男 ケンボー先生と山田先生』として書籍化。
- 国語辞典サーフィン

NHKラジオ第1放送の教養番組。「国語辞典は読みものだ!!」をコンセプトに様々な国語辞典から知られざる言葉の魅力を探っていくという内容。